# Xã Francis, Quận Holt, Nebraska
Xã Francis (tiếng Anh: Francis Township) là một xã thuộc quận Holt, tiểu bang Nebraska, Hoa Kỳ. Năm 2010, dân số của xã này là 33 người.